# Tikøb
Tikøb est une ville et paroisse située à 8 km à l'ouest d'Helsingør et à 6 km au nord de Fredensborg, entre le lac Esrum au sud-ouest et le lac de Gurre à l'est, à environ 40 km au nord de Copenhague, au Danemark.

## Histoire
Tikøb a probablement été fondée à la fin de la période viking. Son nom est mentionné pour la première fois sous la forme de Tiwithcop dans le Livre des Lettres de l'abbaye d'Esrum (Esrum Klosters Brevbog) en 1170. Ce nom signifie sans doute « terre acquise dans/à côté de la forêt dédiée aux dieux ». Cette paroisse peu peuplée était la plus grande paroisse de Zélande et l'une des plus grandes du Danemark. 
Le village était à l'origine situé sur trois rives d'un petit lac. Pendant des siècles, il comprenait six fermes, dont l'une servait de presbytère, quelques maisons, une auberge et une forge. La première école de Tikøb, appelée rytterskole (en), fut construite en 1722.
Lorsque les nouvelles paroisses civiles (sognekommuner) sont créées en 1942, Tikøb devient le centre administratif de Tikøb – Hornbæk – Hellebæk (appelé plus tard Tikøb Kommune, « municipalité de Tikøb »).
La paroisse comptait une importante population pauvre, attirée par l'opportunité de travailler dans l'industrie forestière locale. En 1861, une grande institution sociale, l'Asile de Tikøb (Tikøb Forsørgelses- og Arbejdsanstalt), est construite en périphérie de la ville, remplaçant les anciens hospices. C'est l'une des premières institutions de ce type au Danemark à être située hors d'une ville commerçante. Le nouveau service d'incendie local est également créé et basé au même endroit. Quelques années plus tard, en 1867, un bureau municipal (kommunekontor), ouvert tous les jours, autre nouveauté du site, ouvre ses portes dans le même complexe immobilier. À partir de 1877, l'institution abrite également un service pour patients psychiatriques,. 
Un bureau de poste a également ouvert ses portes dans les années 1860. Un moulin à vent est construit en 1873, une laiterie coopérative est créée en 1893 et Tikøb Brugsforening, fondée en 1920. La ville abritait également un bureau de poste et plusieurs autres magasins. 
Dans la première moitié du XXe siècle, ce sont de plus en plus les quartiers qui deviennent le centre du développement. En 1954, la mairie et la maison de retraite sont transférées à Espergærde. L'ancien siège municipal de Tikøb est vendu à la commune de Copenhague et utilisé comme maison de retraite sous le nom de Gyrrelund. La nouvelle Hornbækvej a été construite dans les années 1930 pour contourner l'est. L'assèchement du lac de Tikøb dans les années 1950, conjugué à la construction de la nouvelle route Harreshøjvej en 1964, a conduit à la création d'un nouveau quartier. La réforme municipale danoise de 1970 a fusionné les municipalités de Tikøb et d'Helsingør. 

## Architecture
L'église de Tikøb a probablement été construite par des moines de l'abbaye d'Esrum. La nef et le chœur datent de la fin du XIIe siècle. Gurrelund, ancien siège municipal, maison de retraite et caserne de pompiers, a été transformé en un complexe de 16 appartements. Il dispose d'un parc de 30 000 m2. L'ancienne école de Tikøb, datant de 1722, se trouve au 11 Præstegaardsvej. Elle est restée en service jusqu'en 1912, date de la construction de la nouvelle école de Tikøb.
Deux des fermes d'origine, Stengaard samt Søgaard (aujourd'hui Møllegård), se trouvent encore à leur emplacement d'origine. Deux ont été déplacées à l'extérieur du village, une a été dissoute et le presbytère a été incendié en 1939.

## Personnalités
- Valdemar IV (v. 1320-1375), roi de Danemark, y est né.
- Christophe de Danemark (1341-1363), prince, y est né.